# Marin Mersenne
Marin Mersenne, pseudonim Sieur de Sermes (Oizé, 8. rujna 1588. – Pariz, 1. rujna 1648.) bio je francuski matematičar, fizičar, filozof i glazbeni teoretičar. Studirao je u Le Mansu, La Flècheu i Parizu. Proučavao je akustičke fenomene. Prvi je definirao ton i zvuk kao titranje zraka. Godine 1636. prvi je izmjerio brzinu zvuka. Otkrio je postojanje alikvotnih tonova. U svojem glavnom djelu u dva sveska Univerzalna harmonija (francuski: Harmonie universelle, 1636. – 1637.) dao je točan opis instrumenata poznatih u njegovo doba. Dopisivao se s mnogim znanstvenicima (Galileo Galilei, Pierre de Fermat, Christiaan Huygens), a s krugom najbližih (René Descartes, Thomas Hobbes i dr.) organizirao je redovite znanstvene skupove, od kojih je potekla ideja o osnivanju Francuske akademije.

## Mersenneovi brojevi
Pokušajem pronalaska pravila za određivanje prostih brojeva, postavio je relaciju Mn = 2n – 1, gdje je n prosti broj. Relacija daje proste brojeve sve do n = 11 (211 – 1 = 2047 = 23 ∙ 89), a zatim opet dugo vrijedi. Iako ne daje sve proste brojeve, a za pojedine vrijednosti n zakazuje, relacija ima važnu ulogu u teoriji brojeva. Najveći prosti broj, 282.589.933 − 1, ujedno je i najveći Marsennov broj. Od 1997. godine, sve je nove Mersennove brojeve otkrio Great Internet Mersenne Prime Search. 

## Vanjske poveznice
- Marin Mersenne, Proleksis enciklopedija
- IMSLP Traité de l'Harmonie Universelle.
- The Correspondence of Marin Mersenne in EMLO
- Philippe Hamou. Marin Mersenne. Stanford Encyclopedia of Philosophy
- O'Connor, John J.; Robertson, Edmund F., "Marin Mersenne", MacTutor History of Mathematics archive, University of St Andrews.
- Herbermann, Charles, ed. (1913). "Marin Mersenne". Catholic Encyclopedia. New York: Robert Appleton Company.
- "Marin Mersenne", Mathematics Genealogy Project.
- Minimospedia "Marin Mersenne" especially for bibliography